# Rajon Desna (Kiew)
Der Rajon Desna (ukrainisch Деснянський район Desnjanskyj rajon; russisch Деснянский район Desnjanski rajon) ist einer von zehn Verwaltungsbezirken (Rajone) der Stadt Kiew, der Hauptstadt der Ukraine. Er liegt im nordöstlichen Teil der Stadt und, mit Ausnahme der Muromez-Insel, auf dem linken Dneprufer und ist mit 368.942 Einwohnern (Stand 2020) der bevölkerungsreichste und mit einer Fläche von etwa 148 km² der zweitgrößte Verwaltungsbezirk von Kiew. Die Bevölkerungsdichte beträgt 2493 Einwohner je km².
Der Name leitet sich vom Fluss Desna ab, die nördlich des Bezirks in den Dnepr mündet. Der Rajon wurde Ende 1987 erschaffen. Im Westen grenzt der Stadtrajon an den Dnepr, im Norden an das Gemeindegebiet von Pohreby und Sasymja, im Osten an Kalyniwka und die Stadt Browary und im Süden an den Stadtrajon Dnipro.

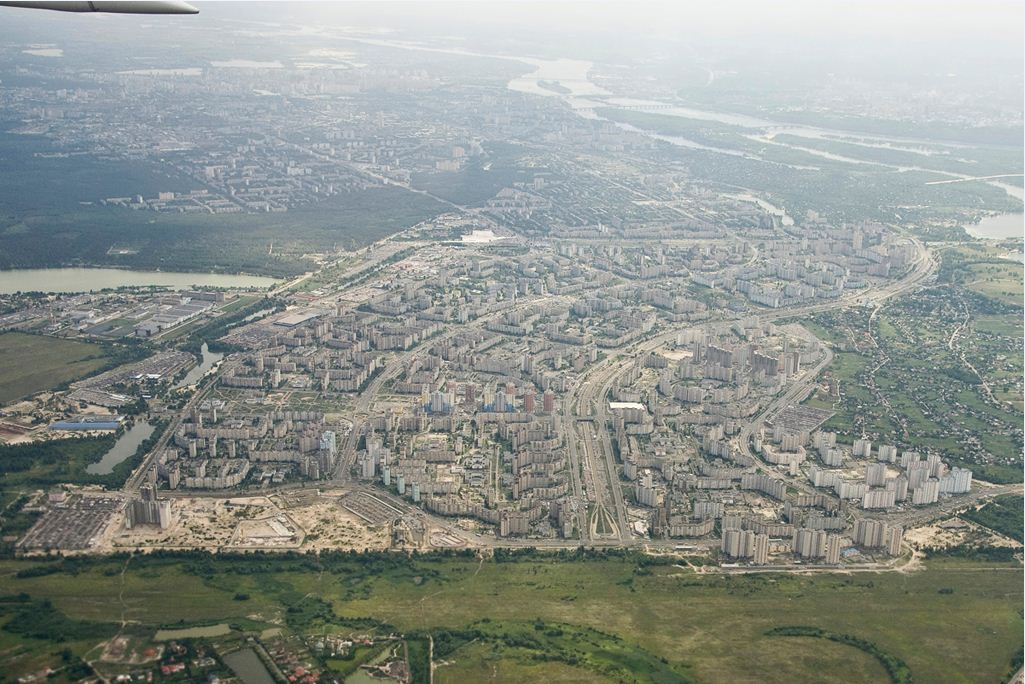
Trojeschtschyna-Wohnkomplex im Stadtbezirk Desna

Der Rajon Desna besteht hauptsächlich aus zwei Stadtvierteln, Trojeschtschyna und Lissowyj, und ist überwiegend eine Wohnsiedlung. Es gibt nur ein kleines Gewerbegebiet an der Grenze zum Rajon Dnipro. Dies erklärt, warum der Bezirk die niedrigste Zahl der registrierten Geschäftseinheiten unter Kiews Rajonen hat. Ähnlich wie Trabantenstädte hat der Rajon Desna daher sehr wenige kommerzielle oder industrielle Betriebe und verfügt nur über wenige Einzelhandelsbetriebe, die der Versorgung der Anwohner dienen. Allerdings unterscheidet er sich von Trabantenstädten, da er einen offiziellen Teil der Stadt bildet. Dennoch lassen seine derzeit schwachen Verkehrsverbindungen mit dem größten Teil der Stadt am rechten Ufer den Rajon als eine „Stadt in der Stadt“ erscheinen, was vor allem für den Wohnkomplex des Trojeschtschyna-Viertels gilt. Im Osten des Rajons liegt der Diamantsee, hinter dem sich bis zur Stadtgrenze ein Pinienwald erstreckt.
Im Rajon liegt unter anderem die Muromez-Insel und die Nordbrücke.

## Galerie

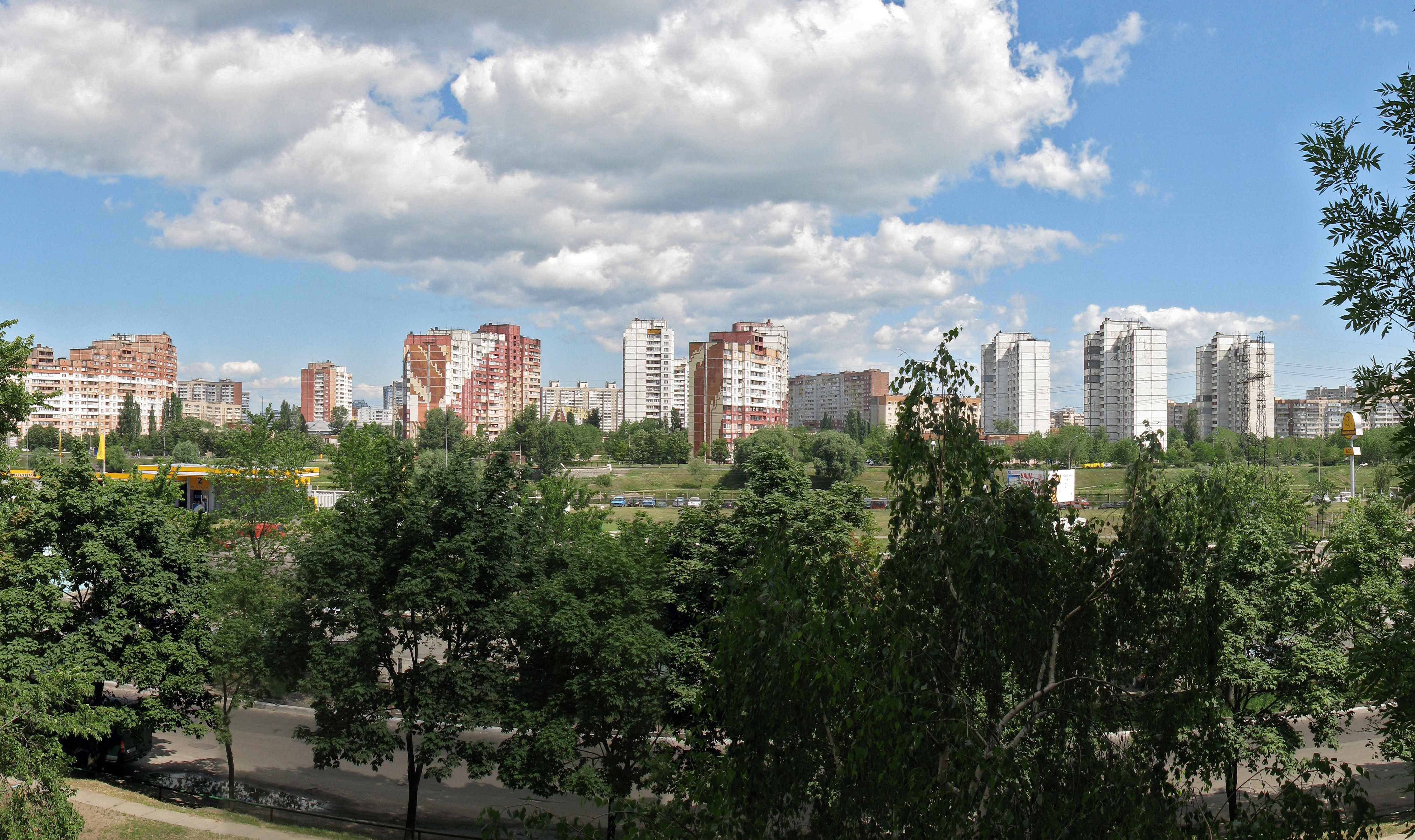
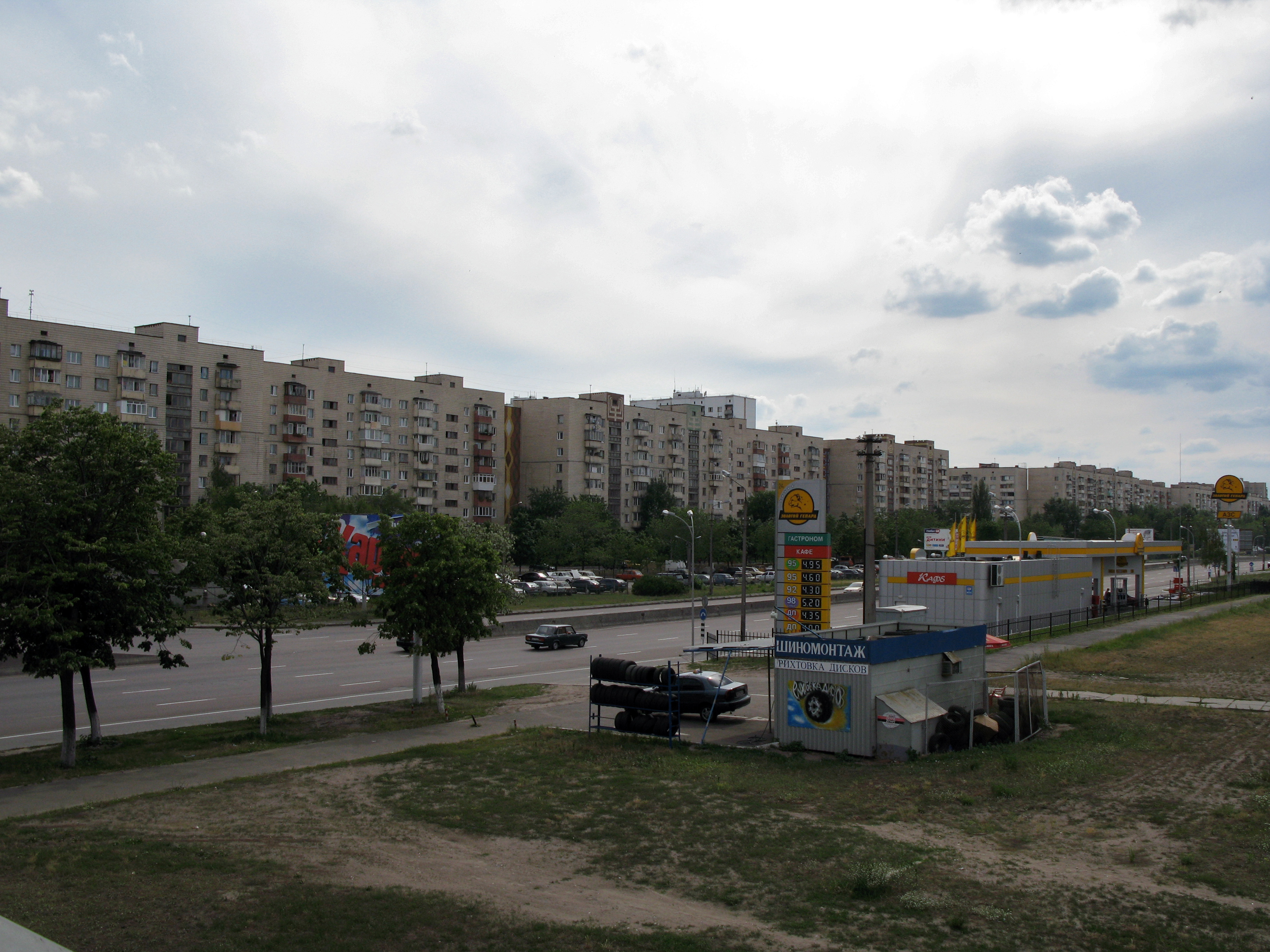
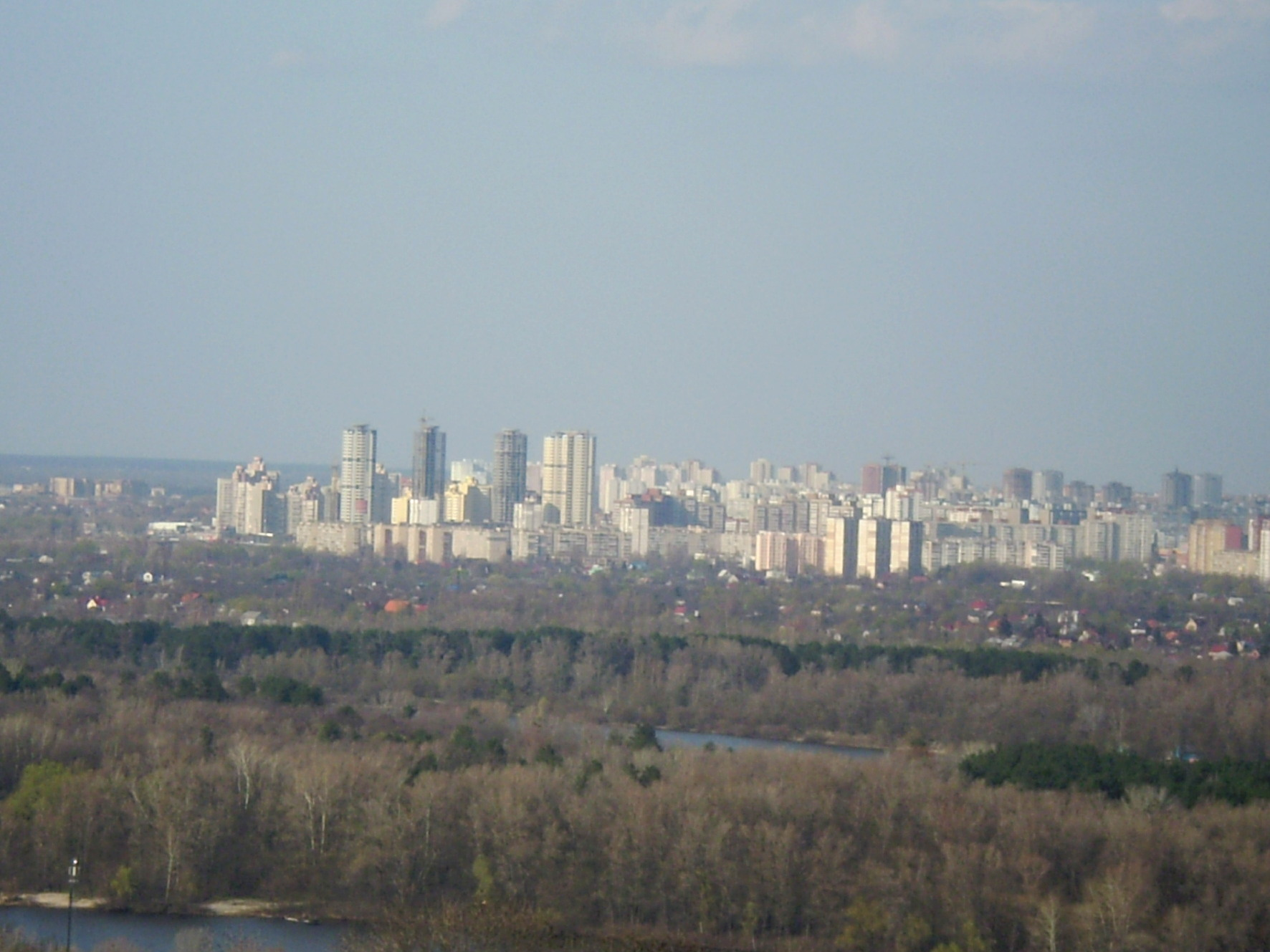
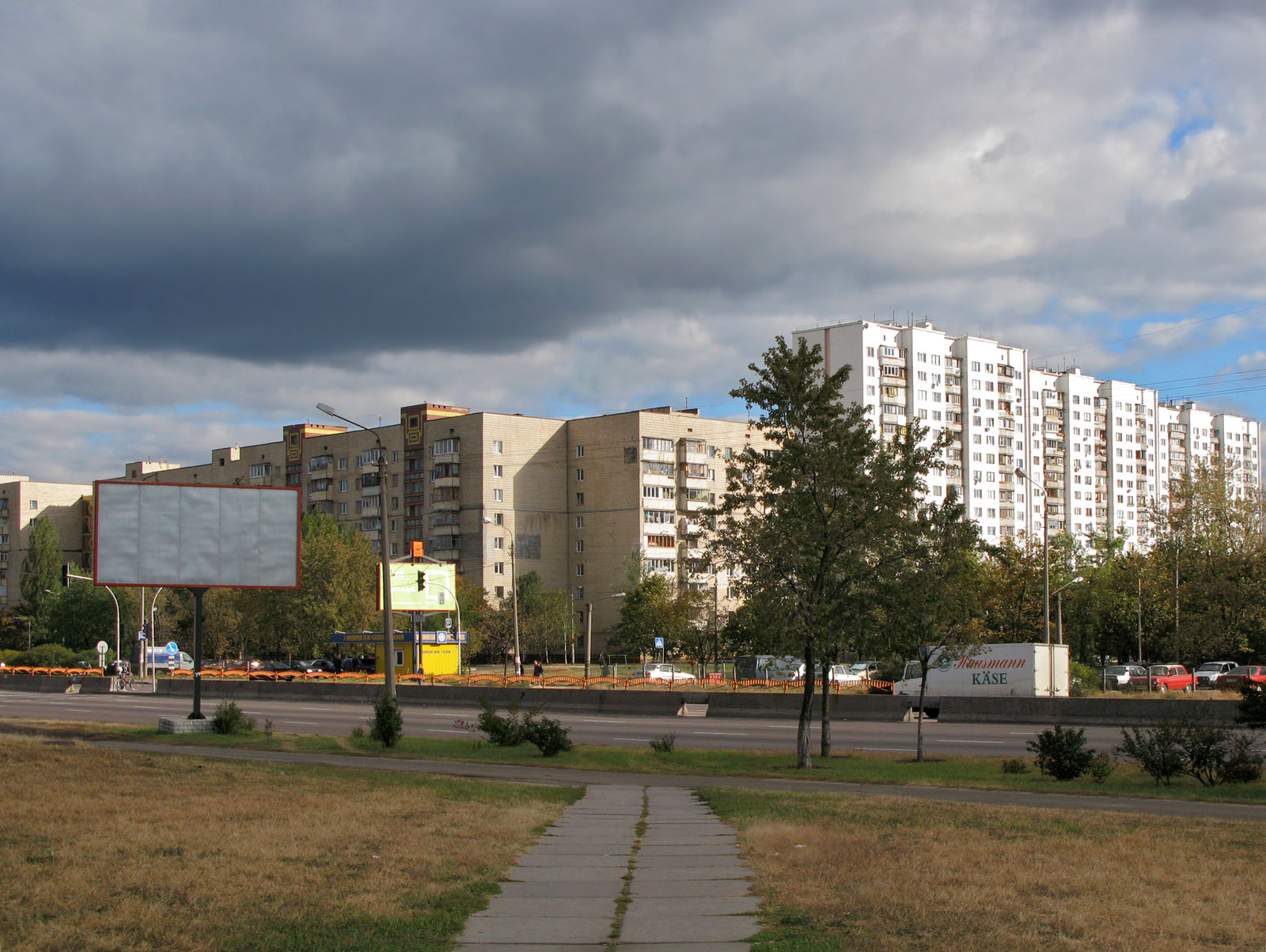

## Bevölkerungsentwicklung
| 2001    | 2008    | 2016    | 2020    |
| ------- | ------- | ------- | ------- |
| 336.209 | 350.084 | 368.443 | 368.942 |

Quellen: 2008: 
2001, 2016: 
2020: 